# Premis Iris 2013
Els XVI Premis Iris corresponents a 2013 foren entregats per l'Acadèmia de les Ciències i les Arts de Televisió d'Espanya el 9 de juny de 2014.
La cerimònia d'entrega va tenir lloc al Casino d'Aranjuez i fou presentada per Adriana Abenia i Jaime Cantizano. La gala no es van emetre en directe, per la qual cosa només els presents en el lliurament dels guardons, van poder conèixer als guanyadors en primícia; encara que els resultats es van anar publicant a través d'internet i les xarxes socials durant l'esdeveniment.
Els canals que van gaudir de protagonisme van ser La Sexta i Antena 3, ja que entre tots dos van aconseguir fer-se amb tots els premis, exceptuant les categories de Millor canal temàtic i Millor autopromo i/o imatge corporativa. Va destacar durant la nit la ficció guanyadora d'Antena 3, El tiempo entre costuras i amb Adriana Ugarte com a protagonista. Aquesta sèrie va marcar rècords en els premis, ja que va aconseguir emportar-se sis dels set guardons als quals estava nominada, com a millor actor, millor direcció o millor sèrie, entre d'altres.
Mediaset España era un dels grups que havia anat perdent protagonisme en els Iris durant els anys, però en aquesta edició va acabar de tocar sòl al no aconseguir cap dels premis als quals estaven nominats els seus canals, tan sols van poder fer-se amb un premi especial gràcies a la seva aposta pels Reality shows.

### Estudis de Prado del Rey, 50 Aniversari
Es complien 50 anys del naixement dels Estudis de Prado del Rey, per la qual cosa es va realitzar un recorregut homenatge a tota la història de la televisió a Espanya, amb la col·laboració de nombrosos professionals, entre els quals es trobaven Elena Santonja, Miguel de los Santos, Juan Erasmo Mochi, Jaime de Armiñán, José Luis Balbín, Manuel Galiana, Luis Varela, Laura Valenzuela, Mari Carmen Izquierdo, Maruja Callaved, Ana Diosdado, Silvia Tortosa, Ana María Vidal i Elena Martí Ballesta.

## Candidats i guanyadors
| Categoria                                         | Persona                                                        | Programa                                    | Canal de Televisió            | Resultat  |
| ------------------------------------------------- | -------------------------------------------------------------- | ------------------------------------------- | ----------------------------- | --------- |
| Millor canal temàtic                              |                                                                |                                             | Canal 24 Horas                | Guanyador |
| Millor canal temàtic                              |                                                                |                                             | Divinity                      | Nominat   |
| Millor canal temàtic                              |                                                                |                                             | Canal Historia                | Nominat   |
| Millor informatiu                                 |                                                                | La Sexta Noticias 14:00                     | La Sexta                      | Guanyador |
| Millor informatiu                                 |                                                                | Informativos Telecinco 21:00                | Telecinco                     | Nominat   |
| Millor informatiu                                 |                                                                | Telediario de la 1                          | La 1                          | Nominat   |
| Millor programa documental                        |                                                                | Salvados: Los olvidados. Metro de Valencia  | La Sexta                      | Guanyador |
| Millor programa documental                        |                                                                | Madrileños por el mundo                     | Telemadrid                    | Nominat   |
| Millor programa documental                        |                                                                | En portada                                  | La 1                          | Nominat   |
| Millor ficció                                     |                                                                | El tiempo entre costuras                    | Antena 3                      | Guanyador |
| Millor ficció                                     |                                                                | Isabel                                      | La 1                          | Nominat   |
| Millor ficció                                     |                                                                | La que se avecina                           | Telecinco                     | Nominat   |
| Millor programa d'entreteniment                   |                                                                | El intermedio                               | La Sexta                      | Guanyador |
| Millor programa d'entreteniment                   |                                                                | La voz                                      | Telecinco                     | Nominat   |
| Millor programa d'entreteniment                   |                                                                | Masterchef                                  | La 1                          | Nominat   |
| Millor autopromo i/o imatge corporativa           |                                                                | Lo veo en ti                                | RTVE Emisión Multicanal       | Guanyador |
| Millor autopromo i/o imatge corporativa           |                                                                | Campanya de Nadal "Christmas Power"         | La Sexta                      | Nominat   |
| Millor autopromo i/o imatge corporativa           |                                                                | Campanya "Elige tu fiesta"                  | Atresmedia Emisión Multicanal | Nominat   |
| Millor programa d'actualitat                      |                                                                | Espejo público                              | Antena 3                      | Guanyador |
| Millor programa d'actualitat                      |                                                                | Al rojo vivo                                | La Sexta                      | Nominat   |
| Millor programa d'actualitat                      |                                                                | El objetivo                                 | La Sexta                      | Nominat   |
| Millor guió                                       |                                                                | El Intermedio                               | La Sexta                      | Guanyador |
| Millor guió                                       |                                                                | Cuéntame cómo pasó                          | La 1                          | Nominat   |
| Millor guió                                       |                                                                | Isabel                                      | La 1                          | Nominat   |
| Millor direcció                                   |                                                                | El tiempo entre costuras                    | Antena 3                      | Guanyador |
| Millor direcció                                   |                                                                | El hormiguero                               | Antena 3                      | Nominat   |
| Millor direcció                                   |                                                                | Cuéntame cómo pasó                          | La 1                          | Nominat   |
| Millor direcció d'art i escenografia              | Luis Vallés Bina Daigeler                                      | El tiempo entre costuras                    | Antena 3                      | Guanyador |
| Millor direcció d'art i escenografia              | David Temprano                                                 | La voz                                      | Telecinco                     | Nominat   |
| Millor direcció d'art i escenografia              | Blanca Ricoy Foriscot Juan Villa Herrero                       | Cuarto Milenio                              | Cuatro                        | Nominat   |
| Millor presentador/a d'informatius                | Matías Prats                                                   | Antena 3 Noticias                           | Antena 3                      | Guanyador |
| Millor presentador/a d'informatius                | Helena Resano                                                  | La Sexta Noticias                           | La Sexta                      | Nominat   |
| Millor presentador/a d'informatius                | Pedro Piqueras                                                 | Informativos Telecinco                      | Telecinco                     | Nominat   |
| Millor presentador/a de programes                 | El Gran Wyoming                                                | El Intermedio                               | La Sexta                      | Guanyador |
| Millor presentador/a de programes                 | Arturo Valls                                                   | ¡Ahora caigo!                               | Antena 3                      | Nominat   |
| Millor presentador/a de programes                 | Jesús Vázquez Martínez                                         | La voz                                      | Telecinco                     | Nominat   |
| Millor reporter/a                                 | Jordi Évole                                                    | Salvados                                    | La Sexta                      | Guanyador |
| Millor reporter/a                                 | Jon Sistiaga                                                   | Reportajes Canal+                           | Canal+                        | Nominat   |
| Millor reporter/a                                 | Carlos Franganillo                                             | Corresponsal per RTVE                       | La 1                          | Nominat   |
| Millor actor                                      | Rodolfo Sancho                                                 | Isabel                                      | La 1                          | Guanyador |
| Millor actor                                      | Peter Vives                                                    | El tiempo entre costuras                    | Antena 3                      | Nominat   |
| Millor actor                                      | Mariano Peña                                                   | Aída                                        | Telecinco                     | Nominat   |
| Millor actriu                                     | Adriana Ugarte                                                 | El tiempo entre costuras                    | Antena 3                      | Guanyador |
| Millor actriu                                     | Michelle Jenner                                                | Isabel                                      | La 1                          | Nominat   |
| Millor actriu                                     | Miren Ibarguren                                                | Aída                                        | Telecinco                     | Nominat   |
| Millor realización                                | Alex Miñana                                                    | El hormiguero                               | Antena 3                      | Guanyador |
| Millor realización                                | Equipo de realización                                          | La Vuelta Ciclista a España 2013            | Teledeporte                   | Nominat   |
| Millor realización                                | Isaac Cantero Gabriel García                                   | Cuéntame cómo pasó                          | La 1                          | Nominat   |
| Millor producció                                  | Gregorio Quintana Emilio Pina Ángeles Caballero Reyes Baltanás | El tiempo entre costuras                    | Antena 3                      | Guanyador |
| Millor producció                                  | Jaume Banacolocha Joan Bas                                     | Isabel                                      | La 1                          | Nominat   |
| Millor producció                                  | Equip de producció d'Esports                                   | Campionat del món de Natació (FINA) BCN2013 | RTVE                          | Nominat   |
| Millor direcció de fotografia i il·luminació      | Juan Molina Temboury                                           | El tiempo entre costuras                    | Antena 3                      | Guanyador |
| Millor direcció de fotografia i il·luminació      | Johnny Yebra                                                   | Tierra de lobos                             | Telecinco                     | Nominat   |
| Millor direcció de fotografia i il·luminació      | David Azcano                                                   | Isabel                                      | La 1                          | Nominat   |
| Millor maquillatge, perruqueria i caracterització | Equip de maquillatge, perruqueria i caracterització            | Tu cara me suena                            | Antena 3                      | Guanyador |
| Millor maquillatge, perruqueria i caracterització | Marta Ferrer Moncho                                            | Crackòvia                                   | TV3                           | Nominat   |
| Millor maquillatge, perruqueria i caracterització | Martha Martín                                                  | Isabel                                      | La 1                          | Nominat   |
| Música per televisió                              | César Benito                                                   | El tiempo entre costuras                    | Antena 3                      | Guanyador |
| Música per televisió                              | Daniel Sánchez de la Hera Federico Jusid                       | Tierra de lobos                             | Telecinco                     | Nominat   |
| Música per televisió                              | Federico Jusid Orquestra RTVE                                  | Isabel                                      | La 1                          | Nominat   |

## Premis en Categories Autonòmiques

### Millor Programa d'actualitat Autonòmic
- Primera Página - Canal Extremadura TV

### Millor Presentador/a de Programes Autonòmics
- Juan y Medio per Menuda noche i La tarde aquí y ahora - Canal Sur

### Millor Presentador/a d'Informatius Autonòmics
- África Baeta per Teleberri 14:00h - ETB 2

### Millor Ficció Autonòmica
- Polseres Vermelles - TV3

### Millor Informatiu Autonòmic
- Especial Informatiu "Accidente Angrois" - Televisión de Galicia

### Millor Programa d'entreteniment Autonòmic
- Oregón Televisión - Aragón TV

## Premis Especials
- Premi Especial al programa més Longeu de la Televisió a Espanya: Saber y Ganar
- Premi especial per fomentar el reality show: Mediaset España
- Premi especial per la seva cobertura del conflicte armat a Síria: Mayte Carrasco

## Premi Iris Tota Una Vida
La gala es va posar molt emotiva quan se li va lliurar el premi Tota una Vida de l'Acadèmia de Televisió a Mayra Gómez Kemp. El president de l'acadèmia Manuel Campo Vidal i l'homenatjada l'any passat amb aquest mateix premi, María Teresa Campos, es van encarregar de lliurar el guardó a qui va ser presentadora del mític programa Un, dos, tres... responda otra vez durant 6 temporades, per les seves més de 40 anys en televisió. No va voler acabar el seu discurs entre llàgrimes sense abans dir "Fins aquí puc llegir", cèlebre frase que solia pronunciar en el programa.